# روي موير
روي موير هو سياسي أسترالي، ولد في 23 ديسمبر 1897، وتوفي في 16 سبتمبر 1964. نشط حزبياً في تحالف الليبرالية والريفي. وقد انتخب عضو المجلس النيابي لجنوب أستراليا ‏ عن دائرة Electoral district of Norwood ‏ وقد انضم خلال فترته النيابية (8 مارس 1947 – 6 مارس 1953) للكتلة البرلمانية تحالف الليبرالية والريفي وانتخب عضو المجلس النيابي لجنوب أستراليا ‏ عن دائرة Electoral district of Norwood ‏ وقد انضم خلال فترته النيابية (29 مارس 1941 – 28 أبريل 1944) للكتلة البرلمانية تحالف الليبرالية والريفي.